# Музей історії урядів України
Музей історії урядів України — діє в Будинку Уряду України.
Музей займає п'ять кімнат на першому поверсі крила, що виходить на вулицю Садову.

## Історія
Ідею створення музею в 2004 висунув тодішній завідувач історико-документального відділу Секретаріату Кабінету Міністрів Микола Палій. Музей почав діяти наприкінці 2009.
На вересень 2015 з ініціативи Міністра Кабінету Міністрів Ганни Онищенко музей збільшився з однієї до п'яти кімнат.
Станом на травень 2016 музей не має офіційного статусу.

## Експозиція
Експозиція Музею розповідає про діяльність урядів, що діяли на території України від 1917 року до наших днів.
У Музеї представлені оригінальні матеріали, пов'язані з діяльністю колишніх керівників урядів, зокрема документи, нагороди, фотознімки, відтворений інтер'єр робочого кабінету Голови Ради Міністрів УРСР.
Серед експонатів — ордени, вази, книги, також старі посвідчення чиновників.
Відвідувачі Музею можуть ознайомитися з технічними засобами, якими користувалися співробітники урядового апарату.
Постійно поповнюється експозиція подарунків, одержаних керівниками та членами урядів України як подарунки державі. Є шматок вугілля, подарований очільнику ради міністрів УРСР Олександру Ляшку від працівників відділу важкої промисловості ЦК Компартії.

## Відвідування
Відвідування Музею історії урядів України є частиною маршруту проведення екскурсій у Будинку Уряду.
Екскурсії проводяться для організованих груп представників громадських об'єднань, учнів загальноосвітніх закладів, студентів вищих навчальних закладів, працівників установ та організацій за попередньою домовленістю. Екскурсійна група має становити не більш як 25 осіб.
Для організації оглядової екскурсії до Будинку Уряду необхідно надіслати листа до Секретаріату Кабінету Міністрів України (поштова адреса: вул. Грушевського, 12/2, м. Київ, 01008).
У листі, надрукованому на офіційному бланку чи завіреному печаткою, має бути зазначена орієнтовна дата проведення екскурсії (крім вихідних і святкових днів), час її початку, кількість учасників, відповідальна за організацію екскурсії особа та її контактний телефон. До листа додається попередній список учасників.
Екскурсії проводяться на безоплатній основі.
Допуск відвідувачів до Будинку Уряду здійснюється за паспортами громадян України, для молоді до 16 років — за учнівськими (студентськими) квитками.

## Завідувач
Ентузіастом розбудови музею і його теперішнім завідувачем є Володимир Борисович Татаренко.